# Bedigliora
Bedigliora è un comune svizzero di 644 abitanti del Canton Ticino, nel distretto di Lugano.

## Geografia fisica
Bedigliora si trova nel Malcantone, sulla falda meridionale del colle Bedeia.

## Storia
Il 17 agosto 2004 è stato bocciato il progetto di fusione per il nuovo comune di Medio Malcantone al fine di unire Astano, Bedigliora, Curio, Miglieglia e Novaggio. L'aggregazione è stata abbandonata a causa del risultato negativo della votazione della popolazione dei comuni interessati del 8 febbraio 2004.

## Monumenti e luoghi d'interesse
- Chiesa parrocchiale di Santa Maria Assunta in località Banco, attestata dal 1416[senza fonte];
- Chiesa prepositurale di San Rocco, eretta nel 1644[3];
- Chiesetta-oratorio di San Salvatore in località Banco[3].

## Società

### Evoluzione demografica
L'evoluzione demografica è riportata nella seguente tabella:
Abitanti censiti

## Amministrazione
Ogni famiglia originaria del luogo fa parte del cosiddetto comune patriziale e ha la responsabilità della manutenzione di ogni bene ricadente all'interno dei confini del comune. L'ufficio patriziale, rieletto il 26 aprile 2009, è presieduto da Fabio Lorenzetti.